# Hongarije op het Eurovisiesongfestival 2013
Hongarije nam deel aan het Eurovisiesongfestival 2013 in Malmö, Zweden. Het was de 11de deelname van het land op het Eurovisiesongfestival. MTV was verantwoordelijk voor de Hongaarse bijdrage voor de editie van 2013.

## Selectieprocedure
Op 19 september 2012 maakte de Hongaarse openbare omroep bekend te zullen deelnemen aan de komende editie van het Eurovisiesongfestival. Er werd gekozen om hetzelfde format als in 2012 te gebruiken. Geïnteresseerden kregen in eerste instantie tot 20 december 2012 de tijd om nummers in te zenden, maar op 13 december werd deze de inschrijvingsperiode verlengd tot en met 31 december 2012. Zowel Hongaren als buitenlanders mochten deelnemen aan de nationale voorronde. Alle nummers moesten evenwel in het Hongaars vertolkt worden tijdens de nationale finale. De Hongaarse openbare omroep kon na afloop van A Dal 2013 evenwel toestemming geven om het nummer op het Eurovisiesongfestival zelf in het Engels te vertolken.
Dertig artiesten traden aan in een van de drie voorrondes. Uit elke voorronde gingen er zes door naar de volgende ronde: de drie favorieten van de televoters en de drie favorieten van de vakjury. In de halve finales, waarin telkens negen artiesten aantraden, gingen telkens vier artiesten door: de top twee van de televoters en de top twee van de vakjury. In de finale koos de vakjury eerst vier superfinalisten. Daarna kreeg het publiek het laatste woord over wie Hongarije mocht vertegenwoordigen in Zweden. De deelnemers aan de nationale preselectie werden gekozen door een selectiecomité, bestaande uit Csaba Walkó, Philip Rákay, Jenő Csiszár, Viktor Rakonczai en Magdi Rúzsa.
Uiteindelijk won ByeAlex A Dal 2013 met het nummer Kedvesem. Opvallend: in de finale was ByeAlex als vierde en laatste doorgestoten naar de superfinale, maar daarin koos het publiek met grote meerderheid voor hem.

## A Dal 2013

### Voorrondes
2 februari 2013
| Volgorde | Artiest                   | Lied                      |
| -------- | ------------------------- | ------------------------- |
| 1        | Zoltán Fehér              | Nincs baj                 |
| 2        | Mrs. Columbo              | Játszd újra!              |
| 3        | Gergő Baricz              | Húz                       |
| 4        | Bogi                      | Tükörkép                  |
| 5        | Tamás Palcsó              | Ezt látnod kell           |
| 6        | Background                | Neonzöld                  |
| 7        | Tibor Gyurcsík            | Örök harc                 |
| 8        | Ildikó Keresztes          | Nem akarok többé játszani |
| 9        | Gergő Rácz                | Csak állj mellém          |
| 10       | Szilvi Agárdi & Dénes Pál | Szíveddel láss            |

9 februari 2013
| Volgorde | Artiest                       | Lied                  |
| -------- | ----------------------------- | --------------------- |
| 1        | Plastikhead feat. Laci Gáspár | A szeretet él         |
| 2        | Odett                         | Ne engedj el          |
| 3        | Ádám Szabó                    | Hadd legyen más       |
| 4        | Gabi Völgyesi                 | Csak te légy          |
| 5        | Gyula Éliás                   | Mindhalálig várni rád |
| 6        | Rami                          | Puzzle                |
| 7        | Tamás Vastag                  | Holnaptól             |
| 8        | ByeAlex                       | Kedvesem              |
| 9        | Veca Janicsák                 | Új generáció          |
| 10       | András Kállay-Saunders        | My baby               |

16 februari 2013
| Volgorde | Artiest                         | Lied                  |
| -------- | ------------------------------- | --------------------- |
| 1        | Lilla Polyák                    | Valami más            |
| 2        | Krisztián Burai                 | Született szívtörő    |
| 3        | Mónika Hoffmann                 | Hullócsillag          |
| 4        | United                          | Tegnap még más voltál |
| 5        | Laura Cserpes                   | Élj pont úgy          |
| 6        | Flash Travel feat. Péter Újvári | Soha ne add fel       |
| 7        | Fatima Mohamed                  | Nem baj               |
| 8        | Bence Brasch                    | Túl egyszerű          |
| 9        | Gigi Radics                     | Úgy fáj               |
| 10       | Péter Puskás                    | Amíg a tűz ég         |

### Halve finales
23 februari 2013
| Volgorde | Artiest                       | Lied                      |
| -------- | ----------------------------- | ------------------------- |
| 1        | Péter Puskás                  | Amíg a tűz ég             |
| 2        | Laura Cserpes                 | Élj pont úgy              |
| 3        | Plastikhead feat. Laci Gáspár | A szeretet él             |
| 4        | Ildikó Keresztes              | Nem akarok többé játszani |
| 5        | Tibor Gyurcsík                | Örök harc                 |
| 6        | Odett                         | Ne engedj el              |
| 7        | András Kállay-Saunders        | My baby                   |
| 8        | Lilla Polyák                  | Valami más                |
| 9        | Gergő Rácz                    | Csak állj mellém          |

24 februari 2013
| Volgorde | Artiest                   | Lied                  |
| -------- | ------------------------- | --------------------- |
| 1        | United                    | Tegnap még más voltál |
| 2        | Tamás Palcsó              | Ezt látnod kell       |
| 3        | Fatima Mohamed            | Nem baj               |
| 4        | Gergő Baricz              | Húz                   |
| 5        | Veca Janicsák             | Új generáció          |
| 6        | ByeAlex                   | Kedvesem              |
| 7        | Szilvi Agárdi & Dénes Pál | Szíveddel láss        |
| 8        | Gigi Radics               | Úgy fáj               |
| 9        | Tamás Vastag              | Holnaptól             |

### Finale
2 maart 2013
| Plaats | Artiest                   | Lied                      | Punten |
| ------ | ------------------------- | ------------------------- | ------ |
| 1      | András Kállay-Saunders    | My baby                   | 46     |
| 2      | Gigi Radics               | Úgy fáj                   | 44     |
| 3      | Tamás Vastag              | Holnaptól                 | 22     |
| 4      | ByeAlex                   | Kedvesem                  | 16     |
| 5      | Ildikó Keresztes          | Nem akarok többé játszani | 8      |
| 6      | Laura Cserpes             | Élj pont úgy              | 4      |
| 7      | Gergő Rácz                | Csak állj mellém          | 0      |
| 7      | Szilvi Agárdi & Dénes Pál | Szíveddel láss            | 0      |

Superfinale
| Plaats | Artiest                | Lied      |
| ------ | ---------------------- | --------- |
| 1      | ByeAlex                | Kedvesem  |
| 2      | Gigi Radics            | Úgy fáj   |
| 3      | András Kállay-Saunders | My baby   |
| 4      | Tamás Vastag           | Holnaptól |

## In Malmö
Hongarije werd geloot in de tweede halve finale op donderdag 16 mei 2013. Het trad als twaalfde aan net na Armenië en voor topfavoriet Noorwegen. In de halve finale werd een achtste plaats behaald met 66 punten. De punten kwamen van de volgende landen: Zwitserland (12), Duitsland (10), Finland (8), Albanië (7), Bulgarije (6), Roemenië (6), San Marino (4), Frankrijk (3), Georgië (3), Israël (3), Letland (2) en Noorwegen (2). Deze punten waren voldoende voor een plaats in de finale.
Hongarije trad als zeventiende van de 26 deelnemers aan. Het zat tussen Zweden en topfavoriet Denemarken. Het land haalde eenmaal de felbegeerde twaalf punten van Duitsland. Daarnaast kreeg Hongarije ook punten van Finland (10), Zwitserland (10), Albanië (8), Nederland (7), Bulgarije (6), Letland (6), Litouwen (5), Kroatië (4), Estland (4), Italië (3), Zweden (3), Griekenland (2), Noorwegen (2) en Servië (2). Deze 84 punten waren goed voor een tiende plaats.